# F-1 Race
F-1 Race (F1レース F1 Rēsu?) es un videojuego de carreras publicado para Family Computer en noviembre de 1984 en Japón. En 1990 se lanzó en Japón una versión para Game Boy que aparecería al año siguiente en América del Norte y Europa. Dicha versión incluía un Four Player Adapter que permitía la participación de cuatro jugadores.